# Енапаево
Енапаево —  село в Октябрьском городском округе Пермского края России. 
В старину от него начинался Атерский волок, и в нём находилась станция Енапаевская Бирского тракта.

## География
Село располагается на реке Ирень, левом притоке реки Сылва, впадающей в реку Чусовая.

### Уличная сеть
Улицы:
- Заречная;
- Иреньская;
- Механизаторов;
- Молодёжная;
- Партизанская;
- Советская;
- Школьная.

### Климат
Климат характеризуется как умеренно континентальный, с холодной продолжительной снежной зимой и коротким тёплым летом. Среднегодовая температура воздуха — +0,3 °C. Средняя температура воздуха самого холодного месяца (января) — −16,3 °C (абсолютный минимум — −49 °C); самого тёплого месяца (июля) — +16,5 °C (абсолютный максимум — +37 °C). Среднегодовое количество осадков составляет около 600 миллиметров, из которых большая часть выпадает в тёплый период. Снежный покров держится в течение 160—170 дней.

## История
Поселение известно с 1704 года как татарская деревня Усть-Бардым. Основано Янапаем Кутлубаевым. Другое название — Сазаул (дано по названию озера) и деревня Енапаева. С 1842 года близ села на реке Ирень работала «лесопильная фабрика», позднее (1869 год) — лесопильня. В 1928 году создан колхоз «Красный Урал», с февраля 1959 года — имени 21-го партсъезда (существовал до янвавя 1964 года). 26 февраля 1982 года образована сельхозартель «Урал». Село являлось центром Енапаевской волости Красноуфимского уезда, Енапаевского сельского совета (до января 2006 года), до 2019 года - Енапаевского сельского поселения Октябрьского района .

## Население
| 2010 |
| ---- |
| 760  |

### Историческая численность населения
Население на (год):
- 641 человек (1869);
- 999 человек (1926);
- 879 человек (2002);
- 760 человек (2010);
- 768 (зарегистрировано) 667 (проживает), (01.01.2018)[8].

## Экономика
Сельскохозяйственное предприятие — колхоз «Урал», хлебопекарня, отделение почтовой связи (Советская улица, дом № 64).

## Здравоохранение
Фельдшерско-акушерский пункт.

## Образование
Учреждения народного образования представлены средней школой (в ней с 1995 года существует школьный исторический музей) и детсадом (Советская улица, дом № 91).

## Культура
Дом культуры, библиотека (улица Советская, дом № 64).

## Религия
Действует мечеть (с 1996 года).

## Архитектура, достопримечательности
В 1,5 км от села находится Енапаевская ледяная пещера (протяженность — 25 метров). На берегу Ирени — Енапаевский карстовый провал (глубина — 14 метров), образовавшийся в феврале 1955 года.